# 春田将吉
春田 将吉（はるた まさよし）は、戦国時代から江戸時代前期にかけての武将。

## 経歴
八田将長の子として生まれ、母方の祖父・春田政秀の養子となる。初め松平信康に仕え、長篠の戦いで戦功を挙げた。その後徳川家康に仕え、天正12年（1584年）の長久手の戦いにおいては岩崎城に使者として赴いた際、既に落城しており、敵兵が丹羽氏重の首を持って走っているところを追跡し、その首を奪い返した。その後、池田輝政に仕えた。慶長10年（1605年）7月8日、播磨国において73歳で死去。

## 系譜
- 父：八田将長
- 母：春田政秀の娘
- 養父：春田政秀
- 長男：春田久次
- 次男：春田吉次
- 長女：堀内六郎兵衛室
- 養子：春田重兵衛 - 堀内六郎兵衛の子